# فرهاد هراتی
فرهاد هراتی (زادهٔ ۱۳۴۸ در تهران) پیانیست، آهنگساز، بنیان‌گذار و رهبرگروه کُر نامیرا فارغ‌التحصیل علوم آهنگسازی از مؤسسه دانشگاهی رسام هنر است. وی در مسابقات جهانی موسیقی در سال ۲۰۲۲ برای آلبوم زمین مقدس موفق به کسب طلا شد.

## زندگی‌نامه
وی مدرس مبانی علوم آهنگسازی، پیانو و آوا است و گروه کُر نامیرا به عنوان اولین گروه کُر مستقل و غیردولتی بعد از انقلاب از ابتکارات اوست. فرهاد هراتی در هجدهمین جشنوارهٔ موسیقی فجر در مسابقات کُر به عنوان گروه برتر برگزیده شد و در جشنواره سال ۹۰ و ۹۴ به عنوان گروه میهمان حضور داشت. وی همچنین در مقام داور مسابقات کُر دانش آموزی فعالیت‌های زیادی داشته‌است و آهنگسازی فیلم و انیمیشن نیز در کارنامه خود دارد.

## جوایز
- مقام طلای مسابقات جهانی موسیقی گلوبال موزیک اواردز ۲۰۲۲
- مدال نقره مسابقات جهانی موسیقی «گلوبال موزیک اواردز» ۲۰۲۱
- مقام برتر هجدهمین جشنوارهٔ موسیقی فجر در مسابقات کُر به عنوان گروه برتر

## سوابق
- داور مسابقات کُر دانش آموزی
- دبیر نخستین جشنواره موسیقی سبز
- رهبر گروه کر نامیرا

## موسیقی فیلم
- «مذاکرات مستقیم آقای عبدی» به کارگردانی ((علی شاه حاتمی))
- ((شب انتظار روز است)) به کارگردانی ((معین هاشمی نسب))

## آثار منتشر شده
- زمین مقدس
- فصل سکوت
- اعتقادات پنهان
- حد صفر
- خورشید اقیانوس آرام
- خلوت خاکستری
- بانوی سایه‌ها
- فرشتگان